# Iglesia de San Miguel Arcángel (Jerez de los Caballeros)
La Iglesia de San Miguel Arcángel es un templo católico de estilo barroco que se encuentra en el casco urbano de Jerez de los Caballeros (Provincia de Badajoz, España).

## Historia
Las primeras referencias de la iglesia se remontan a 1463. La parroquia tiene especial relevancia histórica en lo que concierne a la vida del explorador Hernando de Soto. La construcción del templo tuvo que se parada y rehecha a raíz del terremoto de Lisboa de 1755. La torre, en cambio, se mantuvo en pie a pesar de haber sido construida tan sólo un año antes.

## Arquitectura

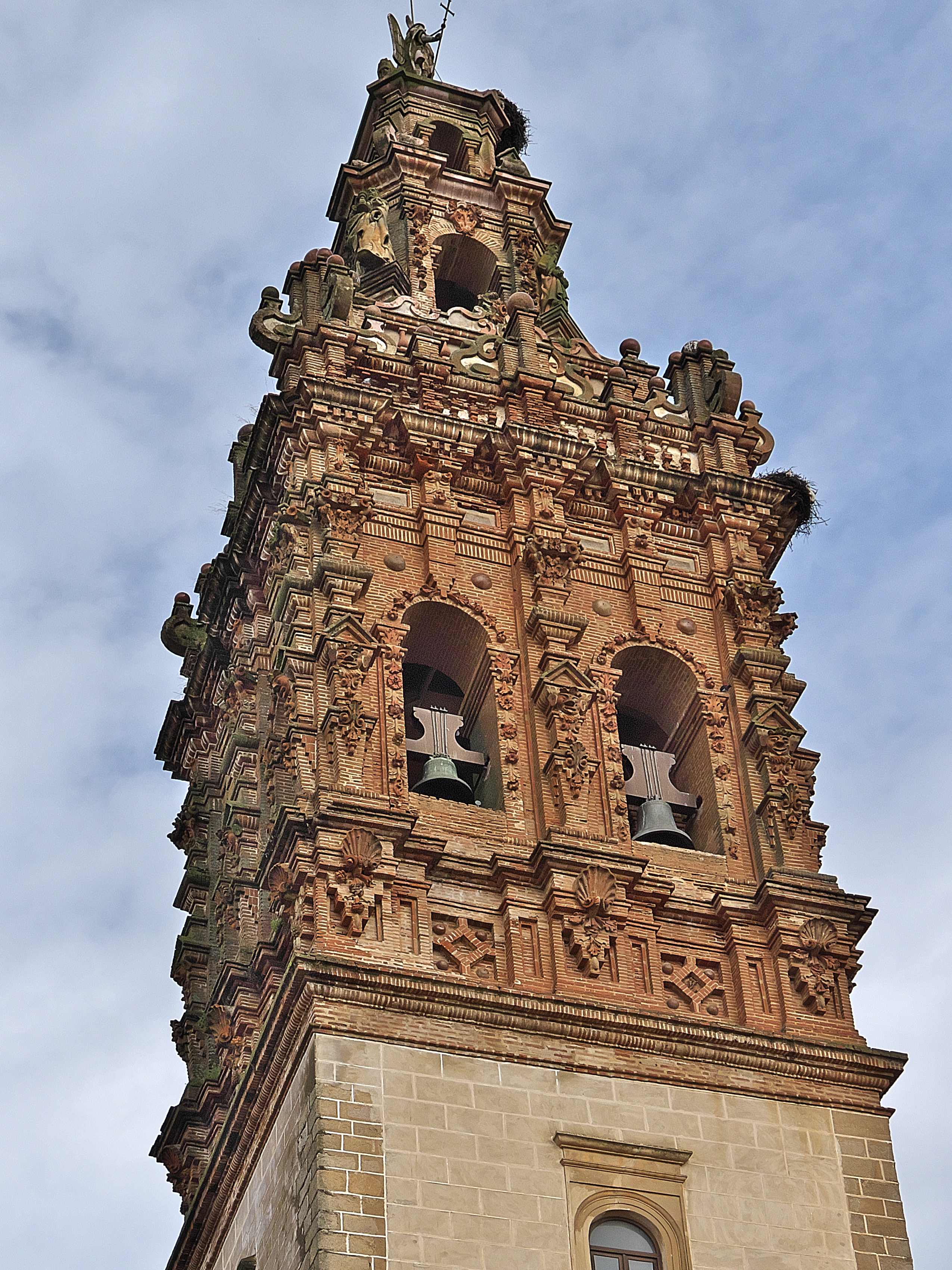
Detalle de la torre campanario, con su profusa decoración barroca.

La iglesia es de estilo barroco con elementos de otros periodos. La portada del lado del evangelio, que es la construcción más antigua del templo, es de estilo gótico. Uno de los elementos más relevantes desde el punto de vista arquitectónico es la torre campanario que corona el templo.